# فرانشيسكو الأول ملك الصقليتين
الملك فرانشيسكو الأول أو فرانسيس الأول (14 أغسطس 1777 - 8 نوفمبر 1830) ملك الصقليتين من عام 1825 حتى 1830.
ولد فرانشيسكو في نابولي، خلفا لابيه ملك الصقليتين فرديناند الأول بن ملك إسبانيا كارلوس الثالث بن ملك إسبانيا فيليب الخامس ,وأمة الأرشيدوقة النمساوية ماريا كارولينا ملكة نابولي وصقلية بنت إمبراطور الرومانية المقدسة فرانسيس الأول . وخالته ملكة فرنسا ونافارا ماري أنطوانيت بنت إمبراطور الرومانية المقدسة فرانسيس الأول آخر ملكات فرنسا قبل الجمهورية الفرنسية الأولى وزوجته ملك فرنسا ونافارا لويس السادس عشر وأم ملك فرنسا ونافارا لويس السابع عشر.
تزوج فرانشيسكو عام 1796 الأرشيدوقة النمساوية ماريا كليمنتينا، ابنة إمبراطور الرومانية المقدسة ليوبولد الثاني. وبعدما توفيت، تزوج من ابنة عمه ملك إسبانيا كارلوس الرابع ملكة الصقليتين ماريا إيزابيل.
من أشقائه الامبراطورة الرومانية المقدسة ماريا كارولينا ملكة ألمانيا والمجر والبوهيميا وارشيدوقة النمسا، وملكة سردينيا ماريا كريستينا , وملكة فرنسا ماريا أماليا.
وخلفه أبنه ملك الصقليتين فرديناندو الثانى وجد ملك الصقليتين فرانشيسكو الثانى.